# Pista breviuncinata
Pista breviuncinata är en ringmaskart som beskrevs av Hartmann-Schröder 1965. Pista breviuncinata ingår i släktet Pista och familjen Terebellidae. Inga underarter finns listade i Catalogue of Life.